# Mean Mr. Mustard
"Mean Mr. Mustard" é uma canção da banda de rock inglesa The Beatles, lançada em seu álbum de estúdio de 1969, Abbey Road. Escrita por John Lennon e creditada a Lennon–McCartney, é a terceira faixa do medley do álbum. Foi gravada com "Sun King" em uma peça contínua.
Foi escrita enquanto os Beatles estavam na Índia, baseada na história de Jon Mustard, um homem avarento que se barbeava no escuro, ia à cama no escuro, ouvia ao rádio no escuro, entre outras atitudes para economizar energia, cuja esposa entrou com pedido de divórcio. Originalmente, a irmã de Mustard se chamaria Shirley, mas, para facilitar a transição para "Polythene Pam", Lennon mudou para Pam.
A canção foi inicialmente planejada para integrar o álbum anterior, The Beatles, conhecido como o "Álbum Branco". Mais tarde, durante a criação do medley de Abbey Road, "Her Majesty" foi posicionada entre "Mean Mr. Mustard" e "Polythene Pam", porém McCartney concluiu que a sequência não funcionava bem. Mesmo assim, quando "Her Majesty" foi colocada no final do álbum, ela foi precedida pelo acorde final de "Mean Mr. Mustard", que permaneceu de uma mixagem anterior.

## Composição
"Eu li em algum lugar no jornal sobre um cara malvado que estava escondendo notas de 5 libras, não no nariz, mas em outro lugar, então escrevi sobre ele."

Lennon, em estrevista à revista Playboy em 1980.
A música foi escrita durante a estadia dos Beatles na Índia. Lennon disse que ela foi inspirada em uma história do Daily Mirror de 7 de junho de 1967 sobre um avarento que escondia seu dinheiro onde quer que pudesse para evitar que as pessoas o obrigassem a gastá-lo. Refletindo, Lennon não gostou muito da composição, descartando-a no The Beatles Anthology, juntamente com "Polythene Pam", como "uma porcaria que escrevi na Índia". Outra interpretação foi dada por Tony Bramwell: "Havia uma velha 'senhora da bolsa' que costumava ficar no final de Knightsbridge, no Hyde Park, em Londres, perto do quartel do exército. Ela tinha todos os seus pertences em sacos plásticos e dormia no parque. Tenho certeza de que ela tinha algo a ver com a música."

Jornal do Daily Record de 7 de junho de 1967 que inspirou Mean Mr. Mustard

O jornal em questão falava sobre o escocês Jon Mustard, de Moray, cuja esposa, Freda, o levou ao tribunal de divórcio; Mustard se barbeava no escuro, ia à cama no escuro e ouvia ao rádio (segundo o mesmo, "porque não era preciso ver para ouvir") para economizar energia, além de esconder dinheiro de Freda, sendo que, no último ano antes de sua separação, deu-lhe um total de 1 libra. O casal morava em Enfield, Londres, após o escocês se mudar para lá. O juiz de alta corte, Rees, dissera que Mustard se esforçou para explicar que veio do norte da fronteira, onde o cuidado fazia parte de sua criação, também dissera que Jon foi "tão mesquinho com dinheiro e frugal no uso de iluminação e aquecimento que ele foi muito além do que qualquer esposa poderia suportar" e declarara que estava "convencido de que a esposa demonstrou sem nenhuma dificuldade que seu marido era excepcionalmente mau", sendo o decreto concedido contra Mustard "por causa de crueldade". Acredita-se que o verdadeiro Mr. Mustard era de Elgin e morreu, por volta de 80 anos, na década de 1980.
Originalmente, a irmã de Mustard se chamaria Shirley, porém Lennon mudou para seu nome para Pam quando viu a oportunidade de facilitar a transição para a música "Polythene Pam", que segue "Mean Mr. Mustard" no álbum. De acordo com Lennon, "Em 'Mean Mr. Mustard', eu disse 'sua irmã Pam' — originalmente era 'sua irmã Shirley' na letra. Mudei para Pam para fazer parecer que tinha algo a ver com isso."

## Estrutura musical

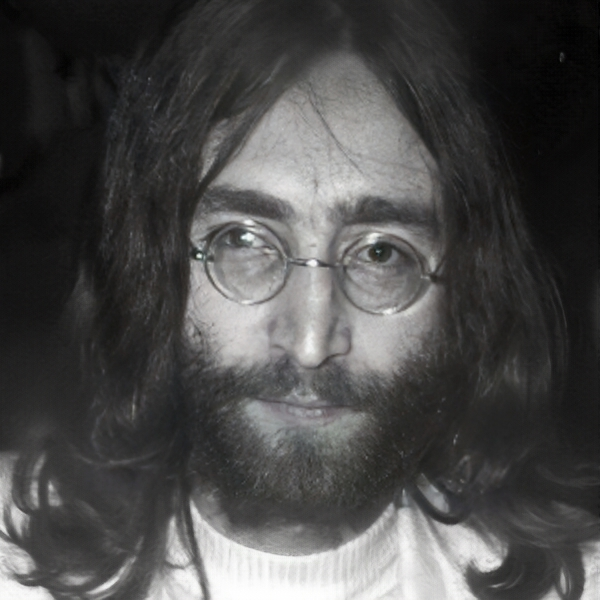
Lennon, compositor da faixa, em 1969

Mean Mr. Mustard está no tom de Mi maior e no compasso de 4/4 e contrasta tanto em sua energia quanto em seu arranjo musical em comparação a "Sun King". Com as duas primeiras músicas do medley sendo músicas bastante completas por si mesmas, "Mean Mr. Mustard" é a primeira que realmente parece um fragmento de uma música. Para uma música tão curta com apenas dois versos, ela contém uma quantidade considerável de interesse musical. Isso inclui comprimentos de frases desiguais, harmonias coloridas de sétima maior/menor que têm uma relação cromática mediana entre si, bem como uma modulação métrica no final da música.
A transição para "Mean Mr. Mustard" é alcançada por meio de um preenchimento de bateria de duas batidas que começa na terceira batida da última medida de "Sun King". Apesar do fato de que “Sun King” e “Mean Mr. Mustard” estão na mesma tonalidade de Mi maior, a mudança textural de um padrão de bateria relaxado para uma batida direta quase como uma espécie de marcha é consideravelmente abrupta. Harmonicamente, há apenas quatro acordes usados nesta música: E7, B7, D7 e C7. Esses acordes de sétima ajudam a criar um som harmônico vibrante e rico, que proporciona tensão suficiente para sugerir uma resolução. Além disso, a tensão é acentuada pelo retorno da linha cromática de meio tom, presente em várias partes da composição. Nesse contexto, a linha cromática de meio tom é usada para ornamentar o acorde bVII (D7), bem como o acorde V7 (B7), ouvido na frase B do verso que começa com "Sleeps in a hole in the road" e termina com "Such a dirty old man".
Quando a linha cromática de meio tom reaparece no final da música, ela desempenha a função de ajudar na transição para "Polythene Pam". Essa é a primeira vez no álbum em que a linha cromática é utilizada de forma funcional para facilitar a transição não apenas para uma nova seção, mas, de fato, para uma nova música. Anteriormente, a linha de meio tom era empregada de maneira mais decorativa, seja para enriquecimento melódico ou harmônico, ou para realizar transições entre frases. No entanto, nesta música, ela cumpre simultaneamente um papel estrutural e de embelezamento harmônico. Além disso, os tons da linha de meio tom são harmonizados, resultando em uma reprodução literal das mesmas notas utilizadas em "Something" e "I Want You (She’s So Heavy)". Em "Mean Mr. Mustard", a linha executa a versão descendente dos tons A - G# - G - F# que foi usada nas outras duas músicas e os inverte em um padrão ascendente.

## Gravação
Uma versão demo da música foi gravada em maio de 1968 no Kinfauns, a casa de George Harrison e foi tocada diversas vezes durante as sessões de Get Back/Let It Be, em 8, 14, 23 e 25 de janeiro de 1969. "Mean Mr. Mustard" foi gravada juntamente com "Sun King" em uma peça contínua. As gravações das músicas começaram, consecutivamente, em 24 de julho.
Foram gravados 35 takes da faixa básica, embora o take sete fosse uma versão de "Ain't She Sweet", lançada posteriormente no Anthology 3. O take 20 de "Sun King"/"Mean Mr Mustard", enquanto isso, pode ser ouvido em alguns formatos da reedição do 50.º aniversário de Abbey Road. O baixo de Paul McCartney foi gravado na primeira faixa da fita de oito faixas, com um pedal de distorção usado durante "Mean Mr Mustard", a bateria de Ringo Starr estava na segunda faixa, a guitarra de John Lennon estava na terceira, a guitarra de George Harrison estava na quarta e o vocal guia de Lennon estava na sexta. A tomada final, 35, foi considerada a melhor. Os Beatles adicionaram uma série de overdubs em 25 e 29 de julho, com Lennon e McCartney fazendo dueto nos vocais durante boa parte da música, e piano e pandeiro também sendo overdubs.

### Posicionamento e gravações alternativas
A canção foi originalmente cotada para estar inclusa no The Beatles, mais conhecido como o "Álbum Branco". Durante o desenvolvimento do medley de Abbey Road, "Her Majesty" foi originalmente incluída entre "Mean Mr. Mustard" e "Polythene Pam", antes de Paul McCartney decidir que isso não funcionaria. No entanto, quando "Her Majesty" apareceu no final do álbum, foi antecipada pelo acorde final de "Mean Mr Mustard", deixado de uma mixagem inicial. A versão completa de "Mustard" (com seu final original limpo) na Super Deluxe Edition de 2019 do Abbey Road.
"Mean Mr. Mustard" aparece no álbum de gravações alternativas dos Beatles Anthology 3, na Deluxe Edition do 2019 do Abbey Road e na Deluxe Edition de 2018 do The Beatles, nesta versão, a irmã de Mustard se chama Shirley. A canção foi regravada por Frankie Howerd em 1978 para a trilha sonora do filme "Sgt. Pepper's Lonely Hearts Club Band" e por Booker T. & the MGs em seu álbum de 1970, McLemore Avenue.

## Créditos
- John Lennon — vocais, guitarra, piano
- Paul McCartney — vocais harmoniosos, baixo
- George Harrison — guitarra solo
- Ringo Starr — bateria, pandeiro, maracas[15][4]